# إينيباريب
إينيباريب هو دواء مفترض أن يكون مثبط بارب، لكنه لاحقا لم يؤكد تأثيره. أجريت عليه دراسات سريرية لغرض استعماله في أنواع مختلفة من السرطان مثل سرطان الثدي وسرطانة حرشفية الخلايا الرئوية لكنه فشل في الوصول إلى نتائج مشجعة.